# Norrbotten
För andra betydelser, se Norrbotten (olika betydelser).
Norrbotten är ett landskap i nordostligaste Sverige. Det gränsar i väster till Lappland, i öster till Finland och Bottenviken och i söder till Västerbotten. Landskapet Norrbotten utgör den östra delen av Norrbottens län.
Norrbotten tillkom som ett resultat av att Norrbottens län bröts ut ur Västerbottens län 1810. Länsklyvningen kungjordes den 21 maj 1810. Landskapen Lappland och Västerbotten kom därmed att delas mellan de båda länen. Med tiden började Norrbotten betraktas som ett eget landskap, men uppfattningen att det var en del av Västerbotten levde kvar parallellt åtminstone under första halvan av 1900-talet. 
Statusen som självständigt landskap stärktes 1995 då Norrbotten som sista svenska landskap av statsheraldikern fick ett eget landskapsvapen efter beslut av länsstyrelsen i Norrbottens län.
Som landskap är Norrbotten förhållandevis svagt etablerat. I vardagligt tal används ofta Norrbotten som beteckning på hela länet.
Norrbotten är det enda landskapet i Sverige som varken är ett grevskap eller hertigdöme.

## Historia

### Tidig historia
När det talas om Norrbotten ur ett historiskt perspektiv åsyftas i allmänhet Norrbottens läns historia. Norrbotten (utom Lappland) har 8 000 bevarade fornlämningar.
Norrbottens stenålder utgör en del av de cirkumpolära skifferkulturerna. Vid nedre loppen av Kalix och Torne älvar och bort mot Kemi älv i Finland (Rovaniemi) framträder en särpräglad stenåldersprovins, kännetecknad av ett tungt, hackliknande redskap, det så kallade norrbottniska redskapet, med okänt användningsområde. Kontakt med yngre kamkeramisk kultur i Finland är trolig. Dessa jägarsamfund, som uppträdde redan omkring 4000 f.Kr., levde på sina håll kvar på stenåldersnivå ända fram till den tid som i Södra Skandinavien utgjorde äldre järnåldern.
Kuströsen från bronsåldern förekommer upp till Nordkalix; enbart i Lövångers socken känner man till ett 60-tal. Genom landhöjningen befinner de sig numera på ett avsevärt avstånd från havet. Samband med östeuropeiska kulturer kan påvisas, såsom ananjinokulturen vid floden Volga. Tidpunkten för samernas invandring är inte helt klarlagd, men invandringen kan ha skett i övergången mellan brons- och järnålder.
Pollenanalyser av sedimentprover från Arnemark i Piteå socken tyder på att djurhållning introducerades i området under perioden 300–700 e.Kr. och att markerna därefter har brukats kontinuerligt. De första spåren av spannmålsodling i Arnemark uppträder omkring 1325, först i form av vete och därefter råg. Spår av korn finns från omkring 1550. Huruvida denna förändrade markanvändning utfördes av människor som redan var bosatta i området eller av inflyttare är obekant. Arnemark är en så kallad mark-by, en sorts by som vanligtvis anses ha tillkommit genom utflyttning från redan existerande byar närmare kusten, som i Norrbotten ofta anses vara från 1300-talet och framåt. Antingen är teorin om mark-byarna felaktig, eller så tillkom bosättningarna vid kusten mycket tidigare än vad man tidigare trott. I andra studier har sädespollen från perioden 750–950 hittats i två sjöar nära Edefors och det finns även indikationer på permanent odling under perioden 700–800 från Heden.
Under tidig medeltid var övre Norrland såvitt bekant inte befolkat av svenskar, utan av samer, kväner och olika finsktalande folk, från vilka regionerna Lappmarken och Kvänland (Bottenvikens norra kustland) har fått sina namn. Tornedalen utgjorde under tidig medeltid en central mötes- och handelsplats (ett "Birka på Nordkalotten") för bland annat samer, kväner och bjarmer men även för svenska, norska, finska och ryska handelsmän som fraktade pälsverk och fisk söderut.
Under 1300-talet koloniserades och försvenskades landsdelen, och den gamla svenskbygdens nordgräns vid Umeå socken och Bygdeå socken flyttades genom bondekolonisation längre norrut. Kvänerna upphör att nämnas i källor och Pite, Lule och Kalix älvdalar blev försvenskade (även om det finsk-ugriska arvet fortfarande lever kvar i både språk och kultur i länets östra del). Från 1500-talet tog staten fastare kontroll över landsdelen, men det var först under 1800-talet som kolonisationen helt hade genomförts.

### Gränsområde

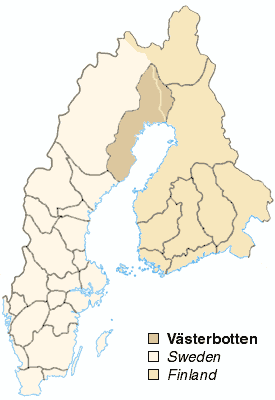
Västerbottens historiska utbredning

Svenskan var länge ett språk som hörde ämbetsmannaklassen till i stora delar av Norrbotten bortsett från kustområdena. Kustområdena hade tidigt koloniserats av svenskar eftersom man där kunde färdas med båt, men inlandet förblev länge ett närmast oupptäckt och outforskat område. Det blev ett stridsäpple för Sverige, Danmark-Norge, som gjorde anspråk även på områden öster om fjällen, och för Ryssland. Gränsen mellan Sverige och Danmark-Norge reglerades först i och med Strömstadstraktaten.
Ett slags språkgräns gick vid Kalixälven (egentligen den något ostligare och mindre Sangis älv) där man öster om älven talade finska, väster om älven svenska. Naturligtvis förekom det kontakter över älven, finska var lika vanligt umgängesspråk som svenska.
Gränsen mot Finland drogs först 1809. Tidigare hade svenska Västerbotten gått ett stycke in i det som är nuvarande Lapplands län (i republiken Finland), men när Sverige och Ryssland skulle dra sina gränser sattes de efter Torne älv och Muonioälven. Därmed hamnade även stora delar traditionellt finskspråkigt område i Sverige, och Torne älv blev en gränsflod. Som motdrag anlade Sverige staden Haparanda nära den gamla handelsstaden Torneå som man hade mist till den finska sidan och restriktioner och påbud försvårade gränskontakter. När folkskolan gjorde sin entré i Sverige förbjöds alla lokala språk som umgängesspråk i skolorna såsom de lokala varianterna på bondskan, finskan och samiskan. Förbudet fanns kvar fram till 1958. I gränsområdet anlades ett stort antal befästningar under de bägge världskrigen. Norrbotten fick ta emot en stor mängd flyktingar i samband med tyskarnas härjningar i Lapplandskriget 1944–1945.

## Indelningar

### Gränsdragning och tidiga indelningar

Västerbottens län och svenska lappmarken cirka 1796.

Redan på 1300-talet användes beteckningen Norra botten för området på båda sidor om Kvarken och Bottenviken. Från 1400-talet blev det vanligare att skilja mellan Västerbotten och Österbotten. Gränsen mellan Torne och Kemi socknar kom så småningom att också utgöra gräns mellan dessa landskap samt mellan Uppsala och Åbo stift.
Piteå socken bildades på 1320-talet och omkring 1330 Luleå socken och omkring 1340 Torneå socken vilket kan ses som ett första medvetet införlivande av området i det svenska riket. Från denna tid till omkring 1550 hade birkarlarna mer eller mindre monopol på att handla med samerna i rikets nordligaste delar. De delade upp Lappmarken mellan sig i handelsdistrikt, som kom att kallas för Torne, Lule och Pite lappmarker. Dessa områden blev sedan administrativa områden då Gustav Vasa på 1550-talet avskaffade birkarlarnas gynnade ställning och i stället lät egna lappfogdar ta upp skatt direkt av samerna.
 1621 bildades så Piteå stad och Luleå stad för att ta vara på områdets handelsmöjlighter.
I anslutning till 1634 års regeringsform kom Västerbotten, då också inkluderande dagens Norrbotten, att tillhöra Norrlands län.. 
Landskapets  västgräns, lappmarksgränsen, fastställdes 1751.
Gränsen mot Finland fastställdes i freden med Ryssland 1809. Sydgränsen etablerades när Norrbottens län bildades 1810.

### Indelningar från 1600-talet

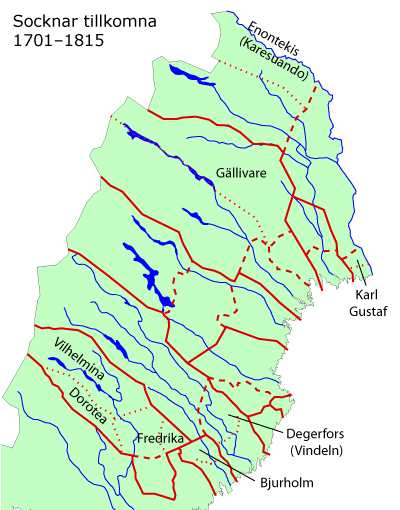
socknar 1815

#### Socknar
Södra Norrbotten
- Piteå socken fanns 1600
- Norrfjärdens socken från 1915
- Hortlax socken från 1918
- Älvsby socken från 1809

Mellersta-södra Norrbotten
- Nederluleå socken fanns 1600
- Överluleå socken från 1831
- Edefors socken från 1892

Mellersta-norra Norrbotten
- Råneå socken från 1642
- Överkalix socken från 1637
- Nederkalix socken fanns 1600
- Töre socken från 1909/1923

Norra Norrbotten
- Nedertorneå socken fanns 1600
- Karl Gustafs socken från 1783
- Hietaniemi socken från 1637
- Övertorneå socken fanns 1600
- Junosuando socken från 1914
- Korpilombolo socken från 1856/1870
- Pajala socken från 1725
- Tärendö socken från 1882/1885

I landskapet fanns också Piteå stad och  Luleå stad från 1621 och med egen rådhusrätt till 1971, Haparanda stad från 1842 och Bodens stad från 1919, dessa två utan egen jurisdiktion.

#### Län
Landskapet ingår sedan 1810 i Norrbottens län som även omfattar delar av Lappland. Det ingick före dess i Västerbottens län.

#### Fögderier
Socknarna i hela Norrbotten tillhörde
- 1720–1728 Västerbottens norra fögderi

Socknarna i södra Norrbotten tillhörde  
- 1728–1810 Västerbottens andra fögderi
- 1810–1867 Luleå fögderi
- 1867–1990 Piteå fögderi (dock ej Älvsby socken 1946–1970)
- 1946–1970 Arvidsjaurs fögderi för Alvsby socken

Socknarna i mellersta Norrbotten tillhörde
- 1728–1810 Västerbottens tredje fögderi
- 1810–1946 Luleå fögderi för Råneå, Överkalix, Nederkalix socknar bara till 1827, för Nederluelå socken bara till 1917
- 1827–1990 Kalix fögderi för socknarna i mellersta-norra Norrbotten dock för Råneå socken ej mellan 1918 och 1946 och efter 1971
- 1917–1945 Piteå fögderi för Nederluleå socken
- 1918–1945 Gällivare fögderi för Råneå socken
- 1946–1990 Bodens fögderi för socknarna i mellersta-södra Norrbotten dock för Nederluleå socken bara till 1970
- 1971–1990 Luleå fögderi för Nederluleå och Råneå socknar

Socknarna i norra Norrbotten tillhörde 
- 1728–1810 Västerbottens fjärde fögderi
- 1810–1946 Torneå fögderi för Nedertoneå och Karl Gustavs socknar bara till 1918
- 1918–1946 Kalix fögderi för Nedertorneå och Karl Gustavs socknar
- 1946–1990 Haparanda fögderi

#### Lagsaga, domsagor och tingsrätter
Området ingick från 1611 till Norrlands lagsaga när den bildades. 1718–1719 ingick området i Torneå läns lagsaga, för att från 1720 ingå i Ångermanlands och Västerbottens lagsaga tills denna avskaffades 1849. Först 1671 inrättades häradsrätter i området som då delades in i tingslag och domsagor.
Från 1671 till 1680 tillhörde hela Västerbotten, där då detta område ingick, i en domsaga, Västerbottens domsaga. Från 1680 till 1839 ingick området i Västerbottens norra kontrakts domsaga som från 1820 benämndes Norrbottens domsaga. Från 1839 till 1877 ingick området i Norrbottens södra domsaga och Norrbottens norra domsaga. Från 1877 till 1971 ingick området i Piteå domsaga, Luleå domsaga, benämnd Bodens domsaga från 1969,  Kalix domsaga och Torneå domsaga.
1971 bildades Piteå tingsrätt (upphörd 2002), Luleå tingsrätt, Bodens tingsrätt (upphörd 2002) samt Haparanda tingsrätt. 

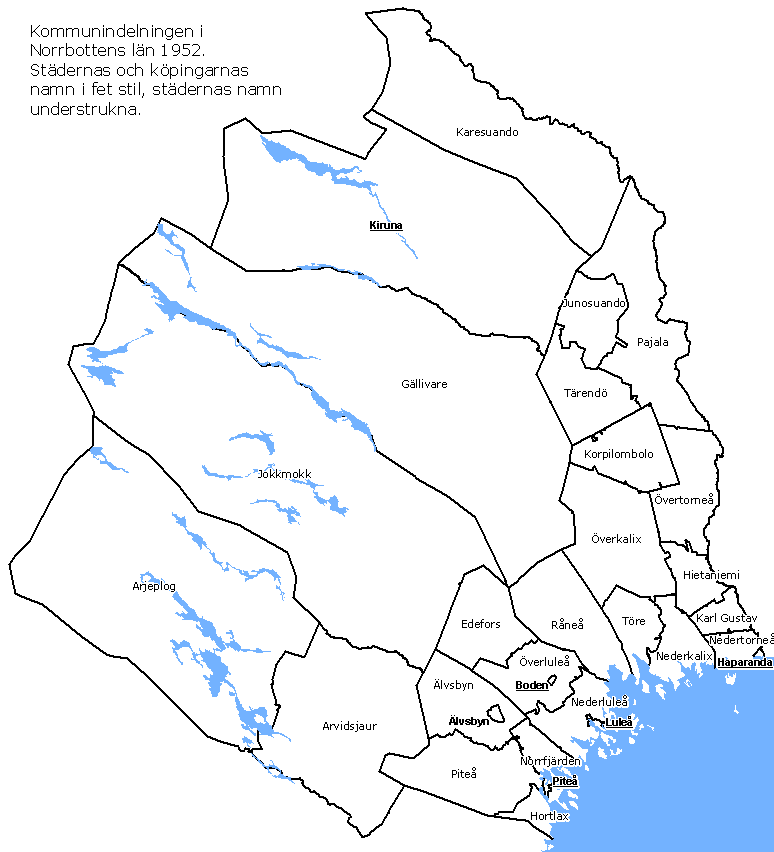
Kommuner i Norrbottens län 1952–1970

#### Kommuner 1952 till 1971
Landskapet bestod 1952 till 1971 av följande kommuner:
- Piteå stad
- Piteå landskommun
- Hortlax landskommun
- Norrfjärdens landskommun
- Älvsby landskommun
- Älvsbyns köping
- Luleå stad
- Nederluleå landskommun
- Överluleå landskommun
- Edefors landskommun
- Råneå landskommun
- Överkalix landskommun
- Nederkalix landskommun
- Töre landskommun
- Nedertorneå landskommun
- Haparanda stad
- Karl Gustavs landskommun
- Övertorneå landskommun
- Hietaniemi landskommun
- Korpilombolo landskommun
- Tärendö landskommun
- Pajala landskommun
- Junosuando landskommun

#### Kommuner från 1971
Landskapet består sedan 1971 av följande kommuner:
- Piteå kommun
- Älvsbyns kommun
- Luleå kommun
- Bodens kommun
- Överkalix kommun
- Kalix kommun
- Haparanda kommun
- Övertorneå kommun
- Pajala kommun

## Demografi
| Befolkningsutveckling i Norrbotten 1910–2020   | Befolkningsutveckling i Norrbotten 1910–2020 | Befolkningsutveckling i Norrbotten 1910–2020 | Befolkningsutveckling i Norrbotten 1910–2020 | Befolkningsutveckling i Norrbotten 1910–2020 |
| ---------------------------------------------- | -------------------------------------------- | -------------------------------------------- | -------------------------------------------- | -------------------------------------------- |
|                                                |                                              |                                              |                                              |                                              |
| år                                             |                                              |                                              | folkmängd                                    |                                              |
| 1910                                           | 1910                                         |                                              | 117 545                                      | 117 545                                      |
| 1920                                           | 1920                                         |                                              | 129 122                                      | 129 122                                      |
| 1930                                           | 1930                                         |                                              | 138 535                                      | 138 535                                      |
| 1940                                           | 1940                                         |                                              | 150 423                                      | 150 423                                      |
| 1950                                           | 1950                                         |                                              | 169 891                                      | 169 891                                      |
| 1960                                           | 1960                                         |                                              | 178 700                                      | 178 700                                      |
| 1970                                           | 1970                                         |                                              | 179 391                                      | 179 391                                      |
| 1980                                           | 1980                                         |                                              | 193 118                                      | 193 118                                      |
| 1990                                           | 1990                                         |                                              | 196 605                                      | 196 605                                      |
| 2000                                           | 2000                                         |                                              | 195 336                                      | 195 336                                      |
| 2010                                           | 2010                                         |                                              | 192 380                                      | 192 380                                      |
| 2020                                           | 2020                                         |                                              | 195 774                                      | 195 774                                      |
| Källa: Statistiska centralbyrån (SCB) via fiwp |                                              |                                              |                                              |                                              |

## Klimat
Norrbotten har ett utpräglat inlandsklimat och påverkas av vindar från öster. Vintertid kan landskapet ha hela rikets lägsta temperaturer, lokalt ned mot 40 minusgrader. Sommartid kan Norrbotten även ha bland Europas högsta temperaturer delar av sommaren i samband med att varm "rysk stäppvärme" förs in över landskapet.
Norrbotten hyser hela Norrlands värmerekord, vilket lyder på hela 37 °C i Harads den 17 juli 1945.

## Geografi

### Större tätorter
Följande tätorter hade fler än 10 000 invånare enligt tätortsavgränsningen den 31 december 2010:
1. Luleå, 46 607
2. Piteå, 22 913
3. Boden, 18 277

Tätorter med fler än 1 000 invånare 31 december 2010:
1. Kalix, 7 312
2. Älvsbyn, 4 967
3. Gammelstad, 4 960
4. Haparanda, 4 856
5. Bergnäset, 3 648
6. Sävast, 3 148
7. Södra Sunderbyn, 2 977
8. Bergsviken, 2 283
9. Pajala, 1 958
10. Övertorneå, 1 918
11. Råneå, 1 912
12. Rosvik, 1 735
13. Marielund, 1 726
14. Norrfjärden, 1 362
15. Hortlax, 1 248
16. Roknäs, 1 238
17. Töre, 1 146
18. Rolfs, 1 116

Andra orter:
- Överkalix, 975

### Sjöar i Norrbotten
- Degervattnet
- Lansjärv
- Miekojärvi
- Puostijärvi

### Vattendrag
| - Torne älv - Keräsjoki - Aavajoki - Sangis älv | - Kalix älv - Töreälven - Vitån - Råneälven | - Lule älv - Alån - Rosån - Alterälven | - Pite älv - Jävreån - Tärendö älv - Lillpite älv |  |  |